# Chalette-sur-Voire
 Chalette-sur-Voire  es una población y comuna francesa, en la región de Champaña-Ardenas, departamento de Aube, en el distrito de Bar-sur-Aube y cantón de Chavanges.

## Demografía
| 138 | 151 | 135 | 123 | 129 | 134 |
| Para los censos de 1962 a 1999 la población legal corresponde a la población sin duplicidades (Fuente: INSEE [Consultar]) |     |     |     |     |     |